# Sayeda Rubina Akter
Sayeda Rubina Akter (nascida a 6 de março de 1975) é uma política da Liga Popular de Bangladesh e membro do Parlamento de Bangladesh a partir de um assento reservado. Ela é membro do comité permanente do ministério da aviação.

## Carreira
Akter foi eleita para o parlamento a partir de um assento reservado como candidata da Liga Popular (Awami) de Bangladesh em 2019.